# Górki (gromada w powiecie łosickim)
Górki – dawna gromada, czyli najmniejsza jednostka podziału terytorialnego Polskiej Rzeczypospolitej Ludowej w latach 1954–1972.
Gromady, z gromadzkimi radami narodowymi (GRN) jako organami władzy najniższego stopnia na wsi, funkcjonowały od reformy reorganizującej administrację wiejską przeprowadzonej jesienią 1954 do momentu ich zniesienia z dniem 1 stycznia 1973, tym samym wypierając organizację gminną w latach 1954–1972.
Gromadę Górki z siedzibą GRN w Górkach utworzono – jako jedną z 8759 gromad – w powiecie siedleckim w woj. warszawskim, na mocy uchwały nr VI/10/18/54 WRN w Warszawie z dnia 5 października 1954. W skład jednostki weszły obszary dotychczasowych gromad Czuchleby, Górki Osada, Hruszniew, Hruszniew kolonia i Puczyce oraz kolonia leżąca na południe od szosy Łosice-Ostromęczyn z dotychczasowej gromady Ostromęczyn ze zniesionej gminy Górki a także obszar dotychczasowej gromady Woźniki ze zniesionej gminy Świniarów w tymże powiecie. Dla gromady ustalono 15 członków gromadzkiej rady narodowej.
1 stycznia 1956 gromada weszła w skład nowo utworzonego powiatu łosickiego w tymże województwie.
31 grudnia 1959 do gromady Górki przyłączono obszary zniesionych gromad Szpaki Stare i Czeberaki (bez wsi Popławy, Różowa i Wyrzyki) w tymże powiecie.
Gromada przetrwała do końca 1972 roku, czyli do kolejnej reformy gminnej.